# Frankie LaRocka
Frankie LaRocka (17. dubna 1954 – 12. května 2005) byl americký bubeník a hudební producent. Byl členem skupiny Scandal. Spolupracoval také například s Bon Jovi, Davidem Johansenem, Bryanem Adamsem, Johnem Waitem a dalšími. Spolupracoval také s českým hudebníkem Ivanem Králem, se kterým hrál ve skupině Eastern Bloc. Později byl také členem projektu Noel Redding and Friends, jejímž frontmanem byl Noel Redding ze skupiny Jimiho Hendrixe, s projektem vydal jedno koncertní album s názvem Live from Bunkr - Prague.